# الطوفان (كتاب)
كتاب الطوفان  هو كتاب من تأليف الدكتور مصطفى محمود يتحدث فيه عن عدة مسرحيات قصيرة إبتدئها بتجسيد حوار بين الرأسمالية والشيوعية والنظام الإسلامي كل منها بشخصية وكيف أن الانغماس في اللهو والجشع هو سبب سقوط الأمم وزوال الحضارات، ثم انتقل لصورة أخرى مغايرة تماما ً ونقل متابعته لحياة زوجين من قبل الخطوبة إلى بعد 20 سنة وكانت مضحكة، فالسكر والليمون لم يتغرا ولكن تغيرت النفوس كا يقال.

## مقتطفات من الكتاب
- “يبدو على قدر فهمي .. أننا نتقدم فقط في الأدوات والماكينات و في الكهرباء والمغنطيسية .. و لكننا كآدميين نسير إلى الخلف .. لا محبة لا إنسانية .. و إنما الناس يأكل بعضهم بعضاً بالشوكة والسكين”
- “مركبك إلى الله هي سجادة صلاتك... بقعة الأمان الوحيدة في هذه الأرض الخراب هي سجادة الصلاة .. طوق النجاة هو العلم والإيمان و مكارم الأخلاق،، ،”
- “في الأرض ما يكفي لحاجات كل إنسان... و لكن ليس فيها ما يكفي أطماعهم...”
- “الحب يولد في الخيال ويموت في الفراش... يقتله الارتواء… الارتواء هو الذي يميت أما العطش فيحيي…”
- “مركبك نفسك... إذا ركبت نفسك نجوت، وإذا ركبتك نفسك هلكت”
- “لا تهللوا لمواكب العظماء، فالعظيم هو من حكم نفسه لا من حكم غيره...”
- “لا أحد يموت من الحرمان، إنما الناس تموت من الشبع...”

## وصلات خارجية
- فيديو حلقات الدكتور مصطفى محمود.
- مدونة الدكتور مصطفى محمود.
- "كان نائماً في سكينة تامة لم يستيقظ منها": ابنة مصطفى محمود لـ"العربية.نت": العالم الكبير رحل في هدوء،  العربية نت،  31 أكتوبر 2009.
- صفحة مصطفى محمود على موقع أبجد
- صفحة اقتباسات مصطفى محمود على موقع أبجد
- صفحة باسم الدكتور رائعة على الفيس بوك
- الفيلم الوثائقي العالم والايمان على اليوتيوب
- محمود تحميل كتب الدكتور مصطفى محمود كاملة pdf